# Klaudia Julia Liwilla
Klaudia Julia Liwilla zwana też Julią Liwillą Starszą (Claudia Iulia Livilla) (ur. 13 p.n.e. – zm. 31 n.e.) – córka Druzusa I i Antonii Młodszej.
Wywód przodków:
| 4. Tyberiusz Klaudiusz Neron |  |                    |  |  |                          |
|                              |  | 2. Druzus I        |  |  |                          |
| 5. Liwia                     |  |                    |  |  |                          |
|                              |  |                    |  |  | 1. Klaudia Julia Liwilla |
| 6. Marek Antoniusz           |  |                    |  |  |                          |
|                              |  | 3. Antonia Młodsza |  |  |                          |
| 7. Oktawia Młodsza           |  |                    |  |  |                          |
|                              |  |                    |  |  |                          |

Odgrywała ważną rolę w dynastii julijsko-klaudyjskiej jako siostra Germanika i Klaudiusza, synowa Agryppy i Tyberiusza, ciotka Kaliguli i Agrypiny Młodszej. W 1 roku p.n.e. poślubiła Gajusza Cezara, wnuka i potencjalnego następcę cesarza Augusta. Po przedwczesnej śmierci męża w 4 roku n.e. wyszła za Druzusa, syna przyszłego cesarza Tyberiusza. W następnym roku urodziła córkę Julię Helenę, a po piętnastu latach bliźnięta Tyberiusza Klaudiusza Gemellusa i Klaudiusza Germanika Gemellusa, który wkrótce umarł. Była kochanką wszechwładnego prefekta pretorianów Sejana, wraz z którym wg przekazu Tacyta, Swetoniusza i Kasjusza Diona miała otruć swojego męża Druzusa Młodszego. Dziś kwestionuje się jej współudział. Początkowo uważano jego śmierć w roku 23 za naturalną. Sejan usunął w ten sposób potencjalnego sukcesora cesarskiego tronu. Jednak Tyberiusz nie wyraził zgody na małżeństwo Sejana z Julią Liwillą. W 31 roku Tyberiusz otrzymał od Antonii dowody spisku Sejana. Został on skazany na śmierć, a jego żona wyjawiła przed swoją egzekucją prawdę o morderstwie Druzusa i współwinie Julii Liwilli. Liwilla została zagłodzona na śmierć przez swoją matkę Antonię.

## Małżeństwa i potomkowie
| Klaudia Julia Liwilla                                   |
| \| 1. Gajusz Juliusz Cezar \| \| 2. Druzus II Kastor \| |
| 1. Gajusz Juliusz Cezar                                 |
| 2. Druzus II Kastor                                     |

| 1. Gajusz Juliusz Cezar |
| 2. Druzus II Kastor     |

| 2                                           |
| Julia Helena                                |
| \| 1. Klaudiusz Neron \| \| 2. Rubeliusz \| |
| 1. Klaudiusz Neron                          |
| 2. Rubeliusz                                |

| 1. Klaudiusz Neron |
| 2. Rubeliusz       |

| 2        |
| Gemellus |

| 2                     |
| Klaudiusz Germanik    |
| zmarł w niemowlęctwie |

| 2                          |
| (Sergiusz) Rubeliusz Plaut |

| 2              |
| Rubellia Bassa |